# Nendeln
Nendeln är en ort i Liechtenstein. Den ligger i kommunen Eschen, i den centrala delen av landet, 7 km norr om huvudstaden Vaduz. Nendeln ligger 461 meter över havet och antalet invånare är 1 357.